# 고니오포토미터

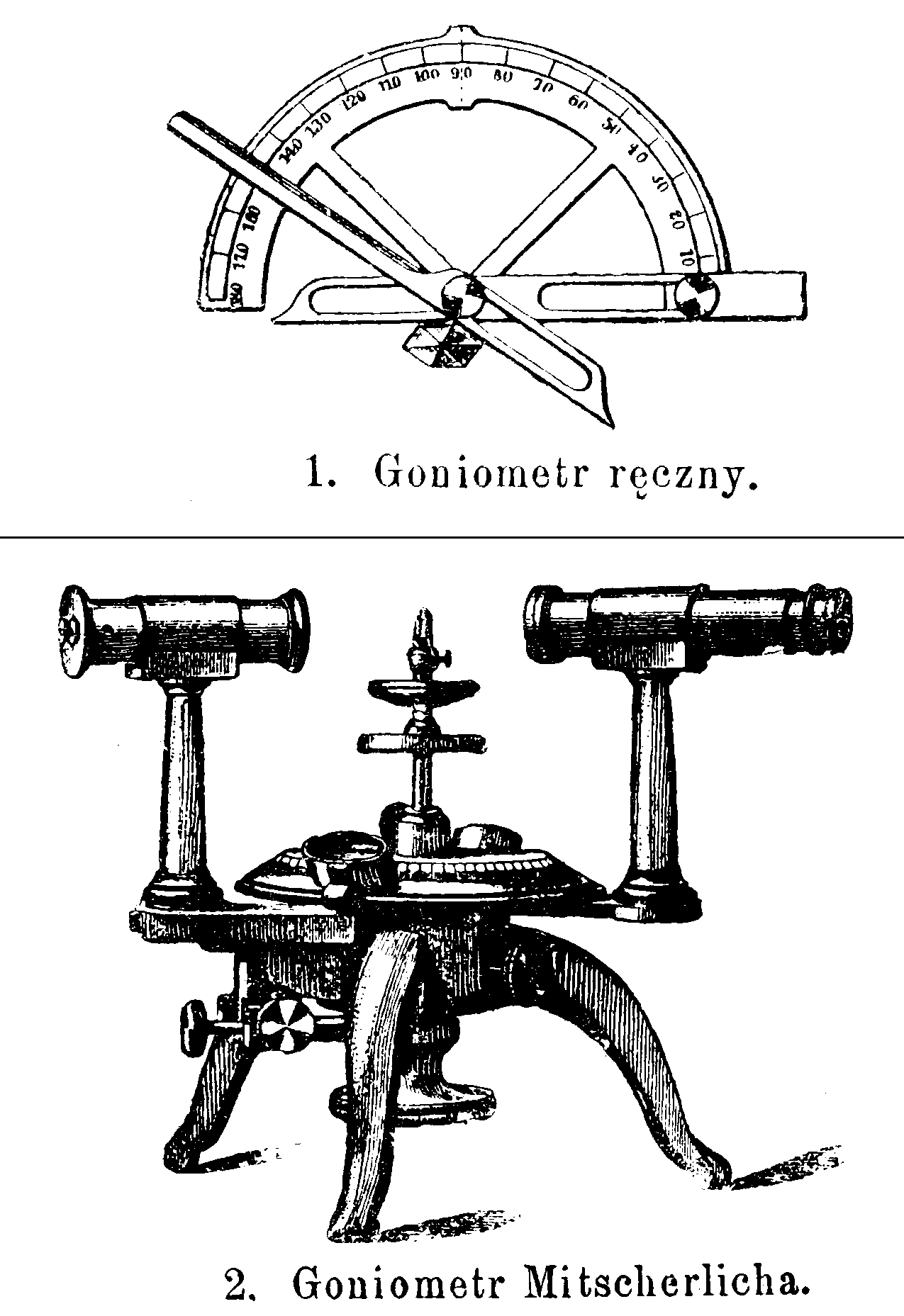

고니오포토미터(goniophotometer) 또는 고니오 광도계는 조명을 비롯한 광원을 측정할 때 사용되는 기구이다. 광원을 측정할 때, 광원을 고정시키는 축과 측정을 할 디텍터가 필요하게 되는데, 이 때 광원을 고정시키는 축이 고니오미터이다.
타입은 A, B, C 세 가지가 있으며, 각각이 수평축과 수직축을 기준으로 회전시키는 것을 나타낸다.

## 같이 보기
- 고니오미터